# Confrontos fronteiriços entre Bangladesh e Índia em 2001
Os confrontos fronteiriços entre Bangladesh e Índia em 2001 foram uma série de escaramuças armadas entre a Índia e o Bangladesh em abril de 2001. Os confrontos ocorreram entre as tropas do Bangladesh Rifles (BDR) e a Border Security Force (BSF) indiana na fronteira internacional mal delimitada entre os dois países.

## Causa
Uma das áreas disputadas era uma pequena faixa de terra perto da aldeia de Padua (também conhecida como Pyrdiwah), na fronteira entre Bangladesh e o estado indiano de Meghalaya, que foi usada pelas forças de segurança indianas durante a Guerra de Libertação de Bangladesh de 1971 para treinar guerrilhas de etnia bengali conhecidas como Mukti Bahini, que lutavam contra o Exército do Paquistão e milícias lealistas pró-Paquistão. Após sua independência, o Bangladesh reivindicou a área em que a Border Security Force (BSF) da Índia havia estabelecido um posto desde 1971. A aldeia é um dos exclaves indianos na fronteira entre Bangladesh e Meghalaya. Existem 111 enclaves indianos em território reivindicado pelo Bangladesh e 50 enclaves bangladeshianos em território reivindicado pela Índia. A aldeia de Padua é uma posse adversa - uma aldeia habitada por indianos que é legalmente propriedade de Bangladesh (até que o acordo de fronteira seja ratificado e as populações sejam trocadas). Os habitantes desta aldeia são da etnia Khasis. 
Em uma entrevista publicada muito mais tarde, o então diretor do Bangladesh Rifles (BDR), o Major-General Fazlur Rahman, que posteriormente foi demitido do serviço pelo governo rival após uma eleição, afirmou que os indianos haviam começado a construir uma estrada de ligação entre seu acampamento em Padua e outro acampamento a 10 km (6,2 milhas) de distância através da terra de ninguém e território bangladeshiano.

## Conflito
Os combates ocorridos foram os piores desde a guerra de Bangladesh com o Paquistão em 1971. Aconteceram ao redor da vila de Padua, no estado indiano de Meghalaya, que é adjacente da área de Tamabil na fronteira de Bangladesh, no distrito de Sylhet. Embora um status quo efetivo tenha sido mantido nesta área, cerca de 6,5 km (4,0 mi) da fronteira tem sido disputado nos últimos 30 anos.
Em 16 de abril de 2001,  uma força de cerca de 1000 soldados bangladeshianos  atacaram e capturaram a vila de Padua, rompendo o status quo e forçando os civis a fugir. Bangladesh alegou que a vila havia sido ilegalmente ocupada pela Índia desde a guerra de independência de Bangladesh em 1971. O posto da Border Security Force (BSF) da Índia na vila de Padua foi cercado, com várias de suas tropas sendo aprisionadas em seu interior. No entanto, ambos os lados contiveram o fogo e iniciaram as negociações. Ao longo dos dias seguintes, cerca de três companhias da BSF passaram a reforçar o posto avançado. Este incidente seria resolvido mais tarde, sem derramamento de sangue.
Após este impasse, as tropas da BSF ao longo da fronteira Índia-Bangladesh foram colocadas em alerta máximo e ordenadas a iniciar patrulhamento intensivo. Poucos dias depois, um pequeno contingente de tropas da BSF entrou no território bangladeshiano perto da aldeia de Boroibari, mais de 200 km (120 milhas) a oeste de Padua. Ao contrário do último vilarejo, que é uma posse adversa, Boroibari é uma área que fica do outro lado de uma cerca dentro de Bangladesh. A intrusão foi usada como um "contra-ataque" pela Índia para retaliar após o incidente anterior em Padua. De acordo com fontes de Bangladesh, as forças indianas lançaram um ataque matinal a seus postos no distrito fronteiriço de Kurigram, que se encontra na fronteira com o estado indiano de Assam.
Imediatamente após entrar no território de Bangladesh, os 16 paramilitares indianos foram emboscados e mortos por soldados bangladeshianos, que foram auxiliados por centenas de moradores. Após a captura, os soldados indianos foram supostamente torturados pelas forças de segurança de Bangladesh antes de serem executados. O general Gurbachan Jagat, da BSF indiano, alegou que os corpos devolvidos apresentavam sinais de mutilação grave, incluindo estrangulamento, ossos quebrados, bem como evidências de carbonização e escaldamento. Por volta da meia-noite, o ministro das Relações Exteriores da Índia, Chokila Iyer, recebeu um telefonema de seu homólogo de Bangladesh, Syed Muazzem Ali, dizendo que haviam sido emitidas ordens para restaurar o status quo, bem como para uma retirada imediata de Bangladesh de Padua. O Bangladesh Rifles (BDR) retirou-se de Padua na noite de 19 de abril.
No confronto, 16 guardas de fronteira indianos foram mortos enquanto dois sofreram ferimentos. O ataque também deixou três guardas de fronteira bangladeshianos mortos e outros cinco feridos. Cerca de 10.000 civis fugiram da área depois que cerca de 24 ficaram feridos nos confrontos transfronteiriços. 
Após a intrusão em Boroibari em 18 de abril, a Índia alegou que o BDR começou a disparar morteiros de 3 e 8 polegadas na aldeia de Mancachar, que é outro enclave indiano disputado. 

## Resultado
Depois que ambos os governos intervieram na situação, os bangladeshianos e os indianos retornaram às suas posições originais e restauraram o status quo anterior. Novos confrontos eclodiram ao longo da fronteira Índia-Bangladesh poucas horas depois que ambos os lados expressaram pesar e preocupação com os recentes assassinatos, mas à meia-noite de 20 de abril, os disparos transfronteiriços pararam. Um artigo relatou que 6.000 civis indianos fugiram da região, e funcionários do governo indiano estavam tentando convencer os moradores deslocados a regressarem para suas casas. Bangladesh mais tarde concordou em devolver os corpos dos 16 soldados indianos no dia seguinte. Ao examinar os corpos dos mortos, a Índia acusou as forças bangladeshianas de submeter os cativos a torturas severas antes de serem mortos a tiros. Por outro lado, três soldados bangladeshianos também foram mortos; dois durante o combate e outro que morreu devido aos ferimentos sofridos durante as operações transfronteiriças.
Os observadores classificaram o incidente como uma manobra política para despertar paixões nacionalistas antes das eleições em Bangladesh (que aconteceriam a dois meses do momento do incidente) e como um aventureirismo malicioso dos Bangladesh Rifles (BDR). O governo de Bangladesh negou as alegações de que havia apoiado o início das hostilidades do BDR com a Índia e qualificou o incidente como "aventureirismo de seus comandantes locais".

## Consequências
O primeiro-ministro de Bangladesh, Sheikh Hasina, e o primeiro-ministro da Índia, Atal Bihari Vajpayee, envolveram-se em discussões telefônicas e posteriormente concordaram em ordenar uma investigação de alto nível sobre o incidente. O porta-voz do Ministério das Relações Exteriores da Índia, Raminder Jassal, relatou que tanto a Índia quanto Bangladesh melhorariam os canais diplomáticos bilaterais e prometeu exercer moderação no futuro. Índia e Bangladesh iniciaram negociações para resolver suas disputas fronteiriças em março de 2002. Em julho de 2002, os dois lados estabeleceram grupos de trabalho conjuntos para acordar e estabelecer as seções não demarcadas da fronteira.
Bangladesh não ordenou cortes marciais, suspensões ou transferências de qualquer comandante militar local. Este foi o primeiro confronto armado entre Índia e Bangladesh, dois países vizinhos que mantinham relações amigáveis desde a independência de Bangladesh do Paquistão em 1971. Com o fim do breve conflito observou-se um aumento do nacionalismo em Bangladesh. Nas eleições parlamentares, a aliança de direita de quatro partidos liderada pelo Partido Nacionalista de Bangladesh e Bangladesh Jamaat-e-Islami conquistou uma maioria, 196 dos 300 assentos.
Ambos os lados desistiram de quaisquer novas hostilidades e começaram negociações fronteiriças para discutir disputas ao longo de sua fronteira de 4.000 km (2.500 milhas). Os dois países experimentaram um degelo em suas relações diplomáticas logo depois. A Índia, desde então, iniciou a construção de uma barreira ao longo de toda a extensão de sua fronteira internacional com Bangladesh,  e ainda está em processo de construção. Bangladesh protestou contra a construção da barreira, alegando que a construção de uma cerca a 150 metros da fronteira internacional era uma violação grosseira do Tratado Índia-Bangladesh de Amizade, Cooperação e Paz. O governo de Bangladesh também protestou contra as alegadas incursões frequentes da Border Security Force (BSF) da Índia em Bangladesh e disparos transfronteiriços que resultaram na morte de bangladeshianos dentro do território de Bangladesh.  Em uma entrevista coletiva em agosto de 2008, foi declarado que 97 pessoas foram mortas (69 bangladeshianos, 28 indianos; restante não identificado) enquanto tentavam cruzar a fronteira ilegalmente nos seis meses anteriores.

## Outras leituras
- Gautam Das (2007)."Chapter 17—Operation Gone Sour: Pyrdiwah and Boroibari, 2001". Unlearned Lessons: An Appraisal of India's Military Mishaps. Har Anand Publications. ISBN 9788124112571